# Resolutie 908 Veiligheidsraad Verenigde Naties
Resolutie 908 van de Veiligheidsraad van de Verenigde Naties werd unaniem aangenomen op 31 maart 1994. Deze resolutie verlengde onder meer het mandaat van UNPROFOR met zes maanden.

## Achtergrond
In 1980 overleed de Joegoslavische leider Tito, die decennialang de bindende kracht was geweest tussen de zes deelstaten van het land. Na zijn dood kende het nationalisme een sterke opmars, en in 1991 verklaarden verschillende deelstaten zich onafhankelijk. Dit leidde tot een burgeroorlog met minderheden die tegen onafhankelijkheid waren in de deelstaten, en met het Volksleger.

## Inhoud

### Waarnemingen
De Veiligheidsraad verwelkomde het staakt-het-vuren tussen Bosnië en Herzegovina en de Bosnische Kroaten en de raamakkoorden van Bosnië en Herzegovina met Kroatië en de Bosnische Kroaten. Het was van belang dat ook de Bosnische Serviërs bij de onderhandelingen werden betrokken.
Ook werd het staakt-het-vuren tussen Kroatië en de lokale Servische autoriteiten in de door de VN beschermde gebieden verwelkomd, alsook de gesprekken van Kroatië met Servië en Montenegro.
Nog was veel vooruitgang geboekt bij de stad Sarajevo. De sterke en zichtbare aanwezigheid van UNPROFOR bleef daar en in de rest van Bosnië en Herzegovina een must. In Maglaj bleef de toestand wel precair.
Er werd nog steeds gewerkt aan de heropening van de luchthaven van Tuzla voor humanitaire doeleinden. Een burgermissie van het Verenigd Koninkrijk en de Verenigde Staten naar Sarajevo en een EU-onderzoeksmissie om de leefomstandigheden in Mostar te verbeteren werden verwelkomd.
De veiligheid en bewegingsvrijheid van UNPROFOR in Kroatië en Bosnië en Herzegovina moesten worden verzekerd.

### Handelingen
De Veiligheidsraad besloot het mandaat van de VN-Beschermingsmacht UNPROFOR te verlengen tot 30 september. Gezien de vooruitgang moest UNPROFOR meer middelen tot haar beschikking krijgen en daarom werd eveneens besloten om het aantal troepen met 3500 te verhogen. Tegen 30 april zou het troepenaantal opnieuw bekeken worden. UNPROFOR's plan om de luchthaven van Tuzla om humanitaire doeleinden te heropenen en vraag om bijkomende middelen werden goedgekeurd. De lidstaten werden om extra personeel, uitrusting en opleiding gevraagd. De lidstaten mochten, in samenwerking met secretaris-generaal Boutros Boutros-Ghali en UNPROFOR, luchtsteun bieden.
Alle partijen werden opgeroepen met UNPROFOR samen te werken aan vertrouwensmaatregelen in Kroatië, waaronder in door de VN beschermde gebieden (UN Safe Areas)). Ook moest het werk aan de communicatieverbindingen en economische kwesties opnieuw hervat worden. Vooral de heropening van de Adriatische oliepijpleiding was daarbij van belang.
De secretaris-generaal werd gevraagd de Veiligheidsraad op de hoogte te houden over de uitvoering van het VN-vredesplan voor Kroatië en het resultaat van de onderhandelingen. Op basis van die ontwikkelingen zou het mandaat van UNPROFOR te allen tijde kunnen worden herzien. De aanstelling van een ambtenaar door de secretaris-generaal om de publieke diensten in Sarajevo te herstellen werd verwelkomd. Om hem bij te staan was een Tijdelijke Coördinatieraad en een fonds opgericht.
De Veiligheidsraad sprak zijn waardering uit voor stappen om het normale leven in Bosnië en Herzegovina te herstellen. De partijen moesten hun verplichtingen nakomen. In het bijzonder werden de Bosnische Serviërs opgeroepen infrastructuur en materiaal vrij te geven voor de humanitaire hulpverlening.
De aanwezigheid van UNPROFOR en van humanitaire hulp in Maglaj werd verwelkomd, al wekte de situatie daar wel bezorgdheid op. UNPROFOR werkte er aan de veiligheid en het welzijn van de inwoners. De Veiligheidsraad eiste dat de Bosnisch-Servische partij de militaire operaties tegen Maglaj stopzette en de blokkade ervan ophief. De secretaris-generaal had voorgesteld om de stad op te nemen als door de VN beschermd gebied, wat in beraad werd gehouden.

## Verwante resoluties
- Resolutie 877 Veiligheidsraad Verenigde Naties (1993)
- Resolutie 900 Veiligheidsraad Verenigde Naties
- Resolutie 913 Veiligheidsraad Verenigde Naties
- Resolutie 914 Veiligheidsraad Verenigde Naties

Lijst ·  893 ·  894 ·  895 ·  896 ·  897 ·  898 ·  899 ·  900 ·  901 ·  902 ·  903 ·  904 ·  905 ·  906 ·  907 ·  908 ·  909 ·  910 ·  911 ·  912 ·  913 ·  914 ·  915 ·  916 ·  917 ·  918 ·  919 ·  920 ·  921 ·  922 ·  923 ·  924 ·  925 ·  926 ·  927 ·  928 ·  929 ·  930 ·  931 ·  932 ·  933 ·  934 ·  935 ·  936 ·  937 ·  938 ·  939 ·  940 ·  941 ·  942 ·  943 ·  944 ·  945 ·  946 ·  947 ·  948 ·  949 ·  950 ·  951 ·  952 ·  953 ·  954 ·  955 ·  956 ·  957 ·  958 ·  959 ·  960 ·  961 ·  962 ·  963 ·  964 ·  965 ·  966 ·  967 ·  968 ·  969